# Улица Воровского (Челябинск)
У́лица Воро́вского — улица в центре Челябинска, разделяет Советский и Центральный районы города. Пролегает с северо-востока на юго-запад и начинается от площади Революции. Проходит от проспекта Ленина до улицы Блюхера. Названа в честь Вацлава Воровского (1871—1923) — советского государственного деятеля, публициста и литературного критика. Длина проезжей части улицы составляет 3,2 км.

## Известные здания и заведения на улице

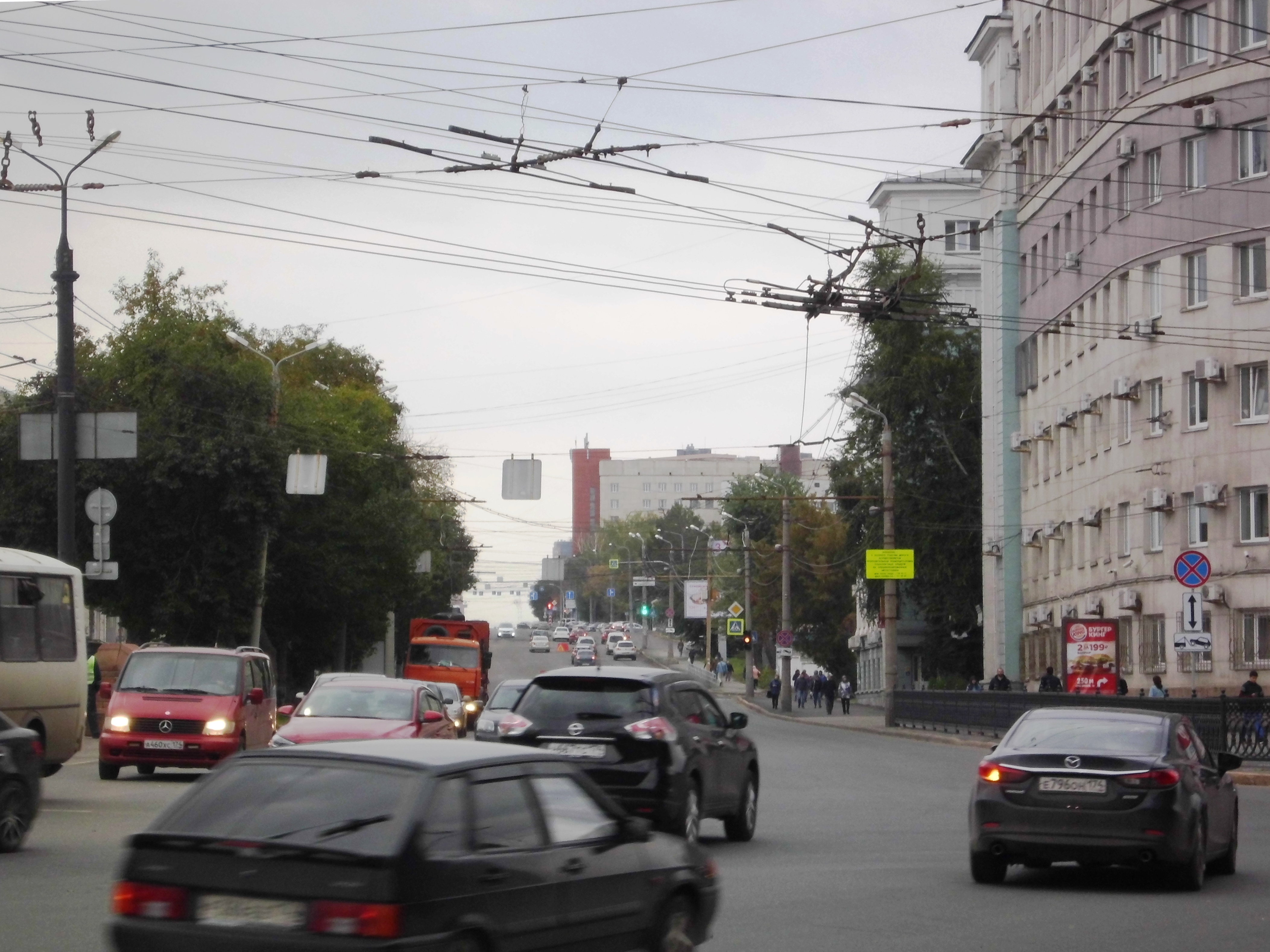
Начало улицы Воровского, вид с пересечения улицы с проспектом Ленина и улицей Кирова

- Арбитражный суд Челябинской области
- Торгово-развлекательный комплекс «Урал» с кинотеатром «Киномакс-Урал»
- Городская клиническая больница № 1
- Министерство социальных отношений Челябинской области
- Библиотека № 14 им. Н. В. Гоголя
- Челябинский областной клинический противотуберкулёзный диспансер
- Южно-Уральский государственный медицинский университет
- Челябинская областная станция переливания крови
- Челябинская областная клиническая больница
- ТК «Изумрудный»

## Транспорт
На всем протяжении по улице проходят маршруты троллейбусов № 5, 7, 11, 12, 16, автобусов № 14, 51, 52, 66.